# موكب يوم نصر موسكو 2015

إستعراض يوم النصر في موسكو 2015، إستعراض عسكري تم يوم 9 مايو 2015 لاحياء ذكرى انتصار الاتحاد السوفيتي وإستسلام ألمانيا النازية في عام 1945. يمثل الإستعراض انتصار الاتحاد السوفيتي في الحرب الوطنية العظمى. عُقد أستعراض يوم النصر في موسكو أكبر مدينة في روسيا وعاصمتها بمشاركة وحدات من الجيش الروسي حيث تم أستعراض اخر ما توصلت اليه صناعة الاسلحة الروسية من دبابات وطائرات وقاذفات صواريخ وغيرها.وضهرت في العرض مدرعات بومرنغ،كوغونيتس-25 بالإضافة للمدرعة المتعددة الإستعمالات ارماتا والدبابة تي-14 ارماتا وهي أحدث منتجات الصناعة الحربية الروسية.